# Bégon de Castelnau-Calmont
Pour les articles homonymes, voir Castelnau et Calmont.
Bégon de Castelnau-Calmont (?-†1388) est un ecclésiastique français du XIVe siècle, évêque de Cahors de 1366 à 1388. Il est issu d'une ancienne et puissante famille médiévale de barons du Quercy et du Rouergue.

## Biographie
Il est le fils d'Hugues III de Castelnau-Calmont, qui avait séjourné quelque temps à la cour d'Avignon, et de Maralde de Canillac, sœur du cardinal Raymond de Canillac, archevêque de Toulouse et de Dieudonné, évêque de Maguelonne.
Docteur ès-lois de l'université de Montpellier, chanoine de Chartres en 1348, prévôt de Saint-Espain en l'église Saint-Martin de Tours, recteur de Saint-Florentin[Lequel ?] et de Campagnac, Bégon fut nommé évêque de Cahors le 15 février 1366. Fidèle à sa famille et à ses alliances avec les rois de France, Bégon ne s'installa pas à Cahors où les Anglais dominaient le pays depuis le Traité de Brétigny et exerça sa charge depuis son château de Castelnau. Il désigna Rigal de Thémines, chanoine de Cahors qu'il avait nommé vicaire général, comme son suppléant à l'évêché ; Rigal était le fils de Gisbert IV de Thémines et d'Almodis de Canillac, sœur de Maralde, et par suite le cousin germain de Bégon.
Le premier acte de Bégon dans son évêché fut d'y faire assembler les États afin de trouver les moyens de libérer le Quercy des Anglais. Il prit toutes les mesures pour assurer la défense de la cité cadurcienne dont il visitait régulièrement les fortifications et la garde.